# Gymnogramma rutifolia
Gymnogramma rutifolia là một loài dương xỉ trong họ Pteridaceae. Loài này được Hook. & Grev. mô tả khoa học đầu tiên năm 1827.
Danh pháp khoa học của loài này chưa được làm sáng tỏ. 